# Chelsie Dawber
Chelsie Dawber, född 12 januari 2000, är en australisk fotbollsspelare (anfallare) som spelar för IFK Norrköping på lån från Chicago Red Stars i National Women's Soccer League.
Dawber kom till IFK Norrköping inför säsongen 2023, och blev den 27 mars historisk då hon gjorde klubbens första mål någonsin i damallsvenskan.